# Adem Jashari

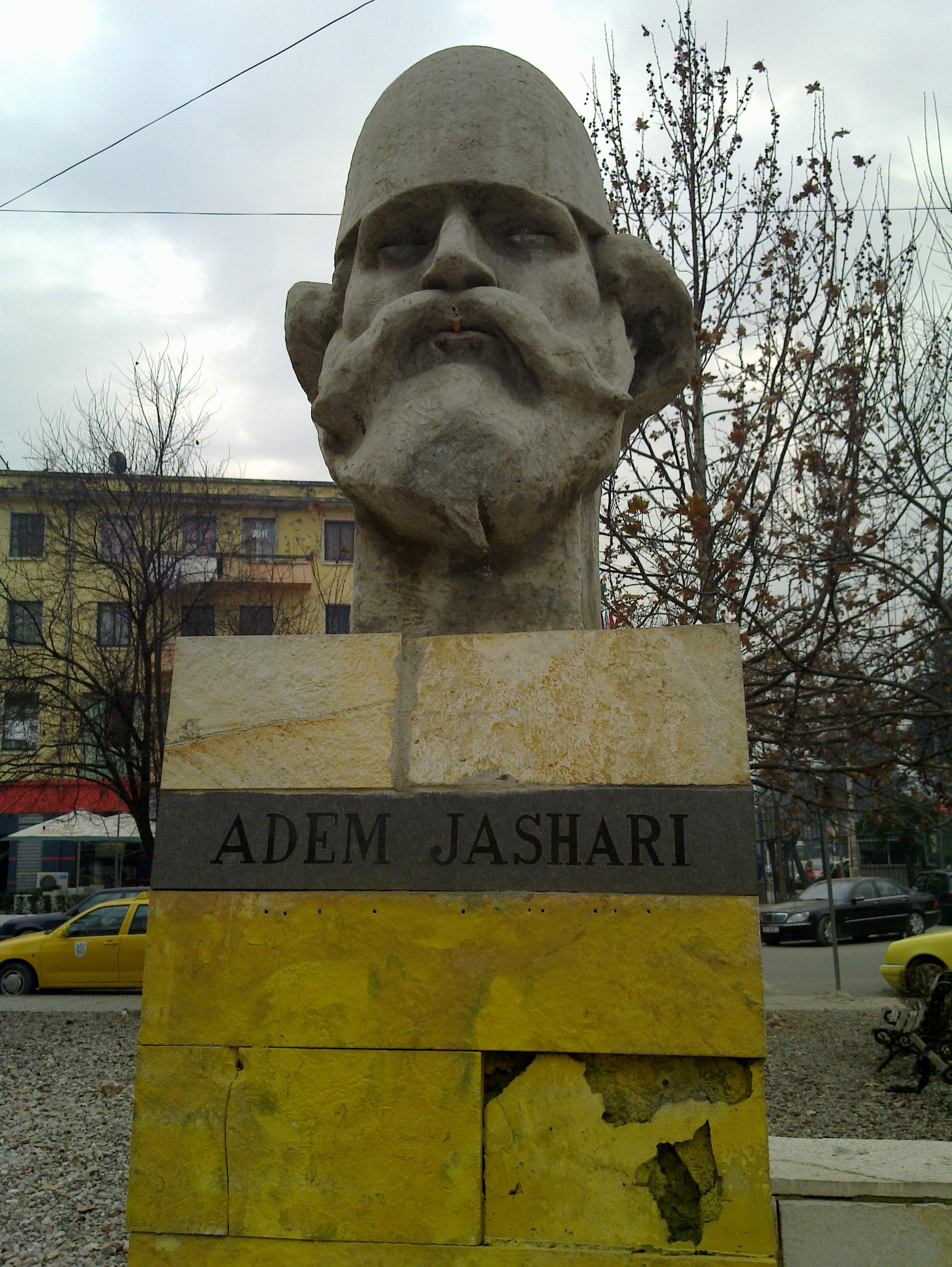
Popiersie Adema Jashariego w Tiranie

Adem Shaban Jashari, właśc. Fazlli Jashari (ur. 28 listopada 1955 w Prekazie, zm. 7 marca 1998 tamże) – albański działacz narodowy z Kosowa, jeden z komendantów UÇK.

## Życiorys
Syn nauczyciela o imieniu Shaban. Ukończył technikum mechaniczne w Mitrovicy. Od początku lat 90. Adem wraz z braćmi należał do pierwszych Albańczyków, którzy podjęli walkę z policją serbską. Prawdopodobnie należał też do założycieli Armii Wyzwolenia Kosowa (UÇK). Po serii ataków na serbskie posterunki, jakich dokonywali Albańczycy z rejonu Drenicy, 30 grudnia 1991 doszło do pierwszego uderzenia serbskich sił bezpieczeństwa na dom rodziny Jashari w Prekazie, który miał być punktem zbornym dla pierwszych dowódców UÇK. Atakujący dostali się pod silny ostrzał i zdecydowali się wycofać. W 1993 znalazł się w Albanii, gdzie został aresztowany i wkrótce uwolniony. Jashari prawdopodobnie należał do pierwszych bojowników UÇK, którzy w 1993 przeszli szkolenie w Albanii.
W 1997 zamieszki, do jakich doszło w Albanii i rozgrabienie tamtejszych magazynów wojskowych pozwoliło dozbroić Albańczyków z rejonu Drenicy. Lokalne dowództwo UÇK ogłosiło ten obszar, jako wolny od Serbów. W tym samym roku sąd serbski skazał zaocznie Jashariego na 20 lat więzienia za prowadzenie działalności terrorystycznej i zabicie policjanta serbskiego. Pierwsza próba schwytania Jashariego przez policję w styczniu 1998 zakończyła się niepowodzeniem. Z początkiem marca 1998 siły serbskie po raz kolejny zaatakowały dom, w którym jak twierdził Belgrad ukrywali się albańscy terroryści. W trakcie trzydniowych walk zginęło 58 osób z rodziny Jashari, w tym Adem i jego starszy brat. Według relacji Besarty Jashari, Adem znajdował się w osobnym pokoju i zginął na początku walk. Zginął także 13-letni Kushtrim, syn Adema. Jedyną ocalałą osobą była Besarta Jashari, 10-letnia córka Hamëza Jashariego. Oględziny ciała Adema Jashariego wskazały, że zginął od strzału w szyję. Kierunek wlotu pocisku wskazywał na samobójstwo.
Albańczycy chcieli, aby ofiary z Prekazu poddano autopsji w obecności ekspertów międzynarodowych, ale nie zgodziły się na to władze serbskie, domagając się szybkiego odebrania zwłok. Wobec braku porozumienia 10 marca jednostka policji dokonała zbiorowego pochówku ciał w pobliżu Donji Prekaz. Następnego dnia krewni zabitych ekshumowali ciała i pochowali je ponownie, zgodnie z tradycją islamską. Żadne z ciał nie nosiło śladów autopsji. Ciała pochowano na cmentarzu, niedaleko od domu, w którym zginęli.

## Pamięć
Zachowany dom rodziny Jasharich, zniszczony w czasie walk 1998 stał się dla Albańczyków muzeum i miejscem narodowych pielgrzymek. Rocznica śmierci Jashariego jest obchodzona corocznie w Kosowie, z udziałem władz państwowych. Jednym z najpopularniejszych gadżetów w Kosowie po ogłoszeniu niepodległości w lutym 2008 była koszulka z podobizną Jashariego i napisem Bac, u krye (Wujku, zrobione).
W 2008 przez władze Kosowa został uhonorowany pośmiertnie tytułem Bohatera Kosowa. Jego imię nosi Port lotniczy Prisztina, Narodowy Teatr Kosowa oraz stadion w Mitrowicy, a także ulice w Prisztinie, Prizrenie, Peji, Gnjilane i w Vučitrnie i plac w Tiranie. Od 2012 pomnik Jashariego stoi w Tiranie. Pamięci Jashariego jest poświęcony monodram Lebita Murtishiego Unë Adem Jashari. Dom rodziny Jashari stał się miejscem pielgrzymek; tzw. Jashari Memorial jest co roku odwiedzany przez setki Albańczyków.